# 岡田翔太
岡田 翔太（おかだ しょうた、1986年10月9日 - ）は、日本の俳優。京都府京都市出身。東映京都撮影所所属。
1996年テレビ朝日系で放映された将軍の隠密!影十八で俳優デビュー。趣味は料理、ツーリング、バス釣り。特技は中国語。

## 出演

### テレビドラマ
- 将軍の隠密!影十八（1996年、テレビ朝日）「ワル・親のない子と子のない母と」 - 坊松 役
- 暴れん坊将軍VII（1996年、テレビ朝日）「子連れ刺客」 - 米倉与一郎 役
- 知ってるつもり?!（1996年、日本テレビ）
- 暴れん坊将軍VIII（1997年、テレビ朝日）「謎! 孤児を集める男」 - 正太 役
- 新・赤かぶ検事奮戦記（1998年、テレビ朝日）「北アルプス安房峠美女殺人事件」 - 丸山昭一 役
- 暴れん坊将軍IX（1999年、テレビ朝日）「狙われた女の園 消えた五千両の謎」 - 梅七 役
- 髪結い伊三次（1999年、フジテレビ） - 不破龍之介 役
- 痛快!三匹のご隠居（1999年、テレビ朝日）「消えた三百両!? 老人力をなめるなよ」 - 新之助 役
- 八丁堀の七人（2000年 - 2006年、テレビ朝日） - 青山市之丞 役[1]
- 旗本退屈男（2001年、フジテレビ） - 井伊直弼 役
- 子連れ狼（2003年、テレビ朝日）「乳房あらための女と一撃必殺の刺客剣！」 - 蓑吉 役
- 時空警察捜査一課（2004年、日本テレビ）「織田信長の死体は消えていた! 本能寺の変 黒幕は誰だ!?」 - 森蘭丸 役
- 大奥〜第一章〜（2004年、フジテレビ） - 小姓 役
- おみやさん（2005年、テレビ朝日）「白い花を憎む女!! 無罪を拒否する殺人者」 - 篠田洋介 役
- 科捜研の女（2010年、テレビ朝日）「過去から来た殺人者 残されたDNAの謎」 - 松岡裕太 役[2]
- おみやさん（2012年、テレビ朝日）「三度殺された夫！京都西陣監禁状態で試された母子の絆」 - 城崎誠 役

### 映画
- 教育映画　びょういんの木（1998年、共和教育映画社）[3]
- 教育アニメ　二匹の猫と元気な家族（1998年、読売映画社）
- 教育映画　メゾン風の丘（1999年、精糖工業会）[4]